# Копилов Герцен Ісаєвич
Копило́в Герцен Ісаєвич (1925—25 серпня 1976) — радянський фізик, фахівець в області прикладної релятивістської кінематики, популяризатор науки, дисидент.

## Біографія
Герцен Ісаєвич Копилов народився в 1925 році в місті Кам'янське, Дніпропетровської області в сім'ї робітника-палітурника. З 16 років почав працювати на оборонному заводі в П'ятигорську. Одночасно він закінчив з медаллю школу робочої молоді і в 1944 році вступив на фізфак МДУ.
У 1949 році закінчив університет з червоним дипломом, після чого повернувся до родного міста і викладав математику в школі та в Дніпродзержинському індустріальному технікумі.
З 1954 року Г. І. Копилов — співробітник ІНІСНа.
З 1955 року працював в Лабораторії високих енергій в Об'єднаному інституті ядерних досліджень (Дубна), займався дослідженнями з прикладної релятивістської кінематики, розробкою теорії та методології моделювання багаточастинкових реакцій у фізиці високих енергій і інтерферометра тотожних часток. (див.Bose-Einstein correlations).
З 1967 року — доктор фізико-математичних наук. Герцен Копилов був найбільшим фахівцем в галузі прикладної релятивістської кінематики, його монографія «Основи кінематики резонансів» стала настільною книгою для фізиків-експериментаторів, які працюють в галузі фізики елементарних частинок.
Крім наукових, писав також науково-популярні роботи, брав участь в перекладі Фейнманівських лекцій з фізики.
Літературною творчістю займався з 1949 року, писав нонконформістські сатиричні вірші: «фольклорний» роман у віршах «Євгеній Строминкін»(1949—1956), «Чотиривимірна поема» (1964—1972) і ін.

## Наукові праці
- Копылов Г. И., «Основы кинематики резонансов», М.: Наука, 1970 г. , 488 стр. с илл.
- Kopylov G.I. Elementary Kinematics of Elementary Particles, Moscow: Mir Publishers, 1983. — 270 p. ISBN 978-0828527125.
- G.I. Kopylov, M.I. Podgoretskii, Mutual coherence functions of elementary particles and multiple production, Yad.Fiz. 19 (1974) 434—446.
- G.I. Kopylov, Like particle correlations as a tool to study the multiple production mechanism, Phys.Lett. B50 (1974) 472—474, DOI: 10.1016/0370-2693(74)90263-9.
- G.I. Kopylov, M.I. Podgoretsky, Multiple production and interference of particles emitted by moving sources, Yad.Fiz. 18 (1973) 656—666.
- G.I. Kopylov, M.I. Podgoretsky, Correlations of identical particles emitted by highly excited nuclei, Yad.Fiz. 15 (1972) 392—399.

## Науково-популярні роботи
- Копилов Г. І «Всього лише кінематика» — Копылов Г. И., «Всего лишь кинематика» [Архівовано 1 грудня 2016 у Wayback Machine.], бібліотека «Квант», М.: Наука, 1981, 176 с., 150000 прим .; була переведена естонською, англійською та іспанською мовами.
- Статті Г. Копилова в журналі «Квант» [Архівовано 18 березня 2022 у Wayback Machine.]